# لورينزو فروتوس
لورينزو فروتوس (بالإسبانية: Lorenzo Frutos)‏ هو لاعب كرة قدم باراغواياني، ولد في 4 يونيو 1989 في كورونيل اوفييدو في باراغواي. لعب مع ديبورتيفو لارا.

## وصلات خارجية
- لورينزو فروتوس على موقع قاعدة بيانات كرة القدم.إي يو (الإنجليزية)
- لورينزو فروتوس على موقع Soccerway.com (الإنجليزية)